# Asaccus kurdistanensis
Asaccus kurdistanensis (листопалий гекон курдистанський) — вид геконоподібних ящірок родини Phyllodactylidae. Ендемік Ірану.

## Поширення і екологія
Курдистанські листопалі гекони відомі з типової місцевості в горах Загрос, у 10 км на північний захід від Сарвабаду, в провінції Курдистан, на висоті 1850 м над рівнем моря. Вони живуть в гірській місцевості, порослій дубовим лісом, основу якого складають Quercus brantii і Q. persica, серед валунів і скель, в печерах.